# Operculina turpethum
Operculina turpethum (sinònim Ipomoea turpethum) és una espècie de planta dins la família convolvulàcia.
És una liana prenne i pilosa que fa fins a 5 metres de llargada. És un endemisme de l'Índia. Les seves flors són grosses i el fruit és una càpsula.
A Espanya aquesta espècie figura dins la llista de plantes de venda regulada
És laxant.